# Hierodula quinquepatellata
Hierodula quinquepatellata är en bönsyrseart som beskrevs av Werner 1911. Hierodula quinquepatellata ingår i släktet Hierodula och familjen Mantidae. Inga underarter finns listade i Catalogue of Life.